# José Mourinho
José Mário dos Santos Mourinho Félix (wym. [ʒuˈzɛ moˈɾiɲu]; ur. 26 stycznia 1963 w Setúbal) – portugalski trener, piłkarz. Nazywany czasem „The Special One”. Tytuł ten wymyślił sam Mourinho, a później został on podchwycony przez brytyjskie media.

## Życiorys
Mourinho jest synem byłego portugalskiego bramkarza Félixa Mourinho i tak jak ojciec postanowił spróbować sił jako piłkarz, jednakże nie odznaczał się zbyt wielkimi umiejętnościami i szybko zakończył karierę. Początkowo pracował jako asystent w Estreli Amadora, a później FC Porto. Na początku lat 90. Portugalczyk został tłumaczem trenera FC Barcelona sir Bobby’ego Robsona.
W 2000 roku podjął pierwszą samodzielną pracę jako trener i zaliczył udane okresy pracy w SL Benfica i Uniao Leiria. W 2002 roku powrócił do Porto, tym razem jako trener i już w pierwszym sezonie zdobył z tym klubem mistrzostwo Portugalii, Puchar Portugalii oraz Puchar UEFA. Rok 2004 zakończył z jeszcze lepszymi wynikami. Porto obroniło tytuł mistrzowski i wygrało najważniejsze futbolowe rozgrywki w Europie, Ligę Mistrzów.
W 2004 roku Mourinho przeniósł się do angielskiej Chelsea FC, z którą dwukrotnie, w 2005 i 2006 roku, zdobył mistrzostwo Anglii oraz kilka innych krajowych trofeów. Często udzielał kontrowersyjnych wypowiedzi oraz wywiadów, lecz swoimi wynikami udowadniał, że należy do światowej czołówki szkoleniowców. W sezonach 2004/05 i 2005/06 Międzynarodowa Federacja Historyków i Statystyków Futbolu (IFFHS) uznała go za najlepszego trenera na świecie.
Po serii słabszych wyników Mourinho został zwolniony i przed sezonem 2008/09 podjął się pracy we włoskim Interze Mediolan, z którym podpisał trzyletni kontrakt. Już po trzech miesiącach pracy zdobył swoje pierwsze trofeum, Superpuchar Włoch, zaś całe rozgrywki 2008/09 zakończył z tytułem mistrzowskim. W następnym sezonie jako pierwszy menadżer w historii Włoch zdobył potrójną koronę, czyli wygrał ligę, krajowy puchar oraz Ligę Mistrzów. Stał się również trzecim menadżerem w historii futbolu, który dwukrotnie wygrał Ligę Mistrzów z dwoma różnymi zespołami. Wcześniej dokonali tego tylko Ernst Happel i Ottmar Hitzfeld.
28 maja 2010 roku, Mourinho objął drużynę Realu Madryt, podpisując z królewskimi 4-letni kontrakt, stając się jednocześnie najlepiej zarabiającym trenerem świata. 20 maja 2013, prezes Realu Madryt Florentino Pérez, ogłosił, że Jose Mourinho odejdzie po sezonie 2012/2013.
3 czerwca 2013 podpisał 4-letni kontrakt z Chelsea. W sezonie 2013/2014 nie zdobył z klubem żadnego trofeum, mimo wysokich wygranych z takimi klubami jak Arsenal (6-0), Liverpool (2-0), czy Manchester United (3-1), zakończył rozgrywki ligowe na 3. miejscu. W sezonie 2014/2015 zdobył Puchar Ligi angielskiej i mistrzostwo Anglii z dorobkiem 87 punktów. 17 grudnia 2015 roku został zwolniony z funkcji trenera Chelsea z powodu słabych wyników drużyny. 27 maja 2016 został ogłoszony jako nowy menedżer Manchesteru United. Pełnił tę funkcję do 18 grudnia 2018. 20 listopada 2019 podpisał kontrakt z Tottenhamem, który prowadził do 19 kwietnia 2021 roku. Od 1 lipca 2021 był trenerem AS Romy, za wyniki której odpowiadał do 16 stycznia 2024.
1 lipca 2024 objął funkcję szkoleniowca Fenerbahce.

## Kariera szkoleniowa
Szybko zrezygnował z kariery piłkarskiej i z zamiarem zgłębiania warsztatu trenerskiego wyjechał do Anglii. Po powrocie do kraju przez dwa sezony pracował jako asystent i trener młodzieży. Dobra znajomość języka angielskiego pozwoliła mu na rozpoczęcie współpracy z Bobby Robsonem, najpierw w Sportingu i później – z dużo większym powodzeniem – w FC Porto i FC Barcelona. Ich największe sukcesy z tego okresu to dwa tytuły mistrza Portugalii oraz po jednym Pucharze i Superpucharze tego kraju. W Barcelonie Mourinho już przy boku następcy Robsona Holendra Louisa van Gaala wywalczył także dwukrotnie mistrzostwo Hiszpanii.

### Uniao Leiria
W 2000 roku objął posadę pierwszego trenera Benfiki, ale po miesiącu został wyrzucony po kłótni z prezesem. Do młodego szkoleniowca nie zrazili się jednak działacze Uniao Leiria. W kwietniu 2001 roku zaproponowali mu pracę, która zakładała szeroką autonomię w podejmowaniu decyzji. Właśnie w Leirii Mourinho odniósł swój pierwszy sukces. Jose objął Leirie na 7. kolejek przed końcem sezonu, gdy zespół był 7. w tabeli. W tych meczach Mourinho uzyskał bilans 5-1-1 ostatecznie zajmując z drużyną 5. miejsce, najlepsze w historii tego klubu. Miejsce to dawało prawo gry w Pucharze UEFA. W połowie sezonu 2001–2002, gdy z Leirią zajmował 4. miejsce, Mourinho przyjął ofertę FC Porto. Bez Mourinho drużyna nie grała już tak dobrze i ostatecznie zakończyła sezon na 7. pozycji.

### FC Porto
Niedługo później został szkoleniowcem FC Porto i w ciągu zaledwie dwóch lat z dotychczasowego lidera jedynie na krajowych boiskach, uczynił najlepszą drużynę Starego Kontynentu; zdobył z nią dwa najważniejsze trofea w europejskim futbolu – Puchar UEFA i Puchar Europy. W tamtej drużynie występowali m.in. bramkarz Vítor Baía oraz młodzi Ricardo Carvalho i Paulo Ferreira, których potem zabrał do Chelsea, oraz Brazylijczyk z portugalskim paszportem Deco, późniejszy lider drugiej linii Barcelony i reprezentacji Portugalii.

### Chelsea F.C.
Dla Mourinho praca ze „Smokami” okazała się trampoliną do klubu znacznie potężniejszego, zarówno pod względem ekonomicznym, jak i sportowym. 2 czerwca 2004 podpisał kontrakt z Chelsea F.C., która rok wcześniej znalazła nowego finansowego mecenasa w osobie rosyjskiego miliardera Romana Abramowicza. Pierwszym sukcesem portugalskiego szkoleniowca było odzyskanie w 2005 roku, po pięćdziesięcioletniej przerwie, tytułu mistrza Anglii. Rok później powtórzył to osiągnięcie. Na arenie międzynarodowej podopieczni Mourinho, wśród których znajdowali się m.in. Frank Lampard, Petr Čech, Didier Drogba, czy sprowadzeni przez niego z Porto Ricardo Carvalho i Paulo Ferreira, dwukrotnie dotarli do półfinałów Ligi Mistrzów, gdzie za każdym razem ulegali Liverpoolowi. Szkoła Mourinho, nastawiona na zespołowość (trener nie sprowadzał uznanych piłkarzy, ale raczej mniej ogranych i nieznanych – vide Drogba – którzy dopiero w Chelsea awansowali do piłkarskiej elity) i prymat skuteczności nad efektownym stylem gry, stała się jedną z najsilniej oddziałujących metod szkoleniowych początku XXI wieku. Rozstanie szkoleniowca z londyńską drużyną nastąpiło 20 września 2007 roku; w nocy z 19 na 20 w siedzibie Chelsea zebrał się zarząd klubu, który po słabszym początku sezonu w lidze i Lidze Mistrzów (1:1 z Rosenborgiem Trondheim), zdecydował o rozwiązaniu kontraktu z Mourinho.

### Inter Mediolan
2 czerwca 2008 został trenerem Interu Mediolan. W ciągu dwóch lat pracy zdobył z nim dwa tytuły mistrza i jeden Puchar Włoch, a także doprowadził go do – pierwszego od 45 lat – zwycięstwa w Lidze Mistrzów i pierwszej w historii Włoch potrójnej korony. W finale Inter pokonał 2:0 Bayern Monachium, prowadzony wówczas przez Louisa van Gaala, z którym Mourinho współpracował w okresie pobytu w Barcelonie.

### Real Madryt
28 maja 2010 roku Inter Mediolan osiągnął porozumienie z Realem Madryt w sprawie przejścia Mourinho do tego klubu. 31 maja został oficjalnie zaprezentowany jako nowy szkoleniowiec Realu. Podpisał czteroletni kontrakt. 29 sierpnia 2010 nastąpił jego debiut w Primera División z którym jego Real Madryt zremisował bezbramkowo 0:0 z RCD Mallorca. 2 kwietnia 2011 porażka Realu 0:1 ze Sportingiem Gijón na Estadio Santiago Bernabéu zakończyła serię 150 meczów ligowych drużyn prowadzonych przez „The Special One” bez porażki na własnym stadionie, seria trwała od porażki 2:3 FC Porto 23 lutego 2002. Pierwsze trofeum z klubem z Madrytu zdobył 20 kwietnia 2011. Jego zespół pokonał po dogrywce w finale Pucharu Króla FC Barcelonę po trafieniu Cristiano Ronaldo. Dzięki temu zwycięstwu Real zdobył Puchar Króla po 18 latach.
W 2011 roku Real odpadł z Ligi Mistrzów grając w półfinale z FC Barceloną, Mourinho stał się jednak pierwszym trenerem który doprowadził cztery różne kluby do półfinału tych rozgrywek. Sezon 2011/2012 prowadzeni przez niego „Królewscy” zdobyli pierwsze od czterech sezonów mistrzostwo Hiszpanii i jako pierwszy klub w Hiszpanii zakończyli sezon ze 100 punktami w tabeli (bilans meczowy 32-4-2), rekordem 32 zwycięstw w sezonie, w tym 16 zwycięstw na wyjeździe. Ze 121 bramkami zdobytymi w lidze klub poprawił rekord bramek zdobytych w sezonie (poprzedni to 107 goli ustanowiony w sezonie 1989/90 przez Królewskich), 51 goli zdobytych na wyjeździe oraz najlepszy bilans bramkowy (+89). We wszystkich rozgrywkach Real strzelił 172 gole, dzięki czemu poprawił klubowy rekord (158 bramek w sezonie 1959/60). W Lidze Mistrzów Real dotarł do półfinału gdzie po konkursie jedenastek uległ Bayernowi Monachium.
29 sierpnia 2012 roku zdobył z Realem Madryt Superpuchar Hiszpanii, w dwumeczu z Barceloną w spotkaniu na wyjedzie przegrał 3:2, ale wynik odrobił na swoim terenie wygrywając 2:1. Początek sezonu 2012/2013 był najgorszy w karierze Mourinho, klub zdobył 4 punkty w 4 meczach. Utrata 8 punktów okazała się nie do odrobienia, Real do 26. kolejki zajmował trzecie miejsca, by sezon skończyć jako wicemistrz, za FC Barceloną. Słabą postawę w lidze klub bilansował występami w El Clásico, w półfinale Pucharu Króla 30 stycznia 2013 Real zremisował 1:1, ale w rewanżu 26 lutego w Barcelonie wygrał pewnie 1:3. Po zwycięstwie 2:1 nad Barceloną w lidze Los Blancos utrzymali serię pięciu kolejnych meczów z Barçą bez porażki. Celem priorytetowym zespołu na sezon miało było wywalczenie „La Décimy”, czyli dziesiątego Pucharu Europy. W fazie grupowej Ligi Mistrzów 2012/2013 Real zdobył tylko punkt w meczach z Mistrzem Niemiec – BVB i awansował z drugiego miejsca. W rezultacie w 1/8 finału Real został wylosowany w parze z Manchesterem United. Po wyrównanym spotkaniu u siebie 13 lutego 2013 Los Blancos zremisowali 1:1, w rewanżu 5 marca na wyjeździe Real przegrywał w drugiej połowie 1:0 po samobójczym trafieniu Sergio Ramosa, ale Królewscy zdołali odrobić wynik golami w 66. i 69. minucie, kończąc dwumecz wynikiem 3:2. Po wyeliminowaniu Galatasaray SK w ćwierćfinale, Mourinho został drugim po sir Alexie Ferguson trenerem, który dotarł siedem razy do półfinału tych rozgrywek. Po losowaniu półfinałowych par drużyna ponownie trafiła na Borussię. W pierwszym meczu w Dortmundzie do przerwy drużyna Mou remisowała 1:1. Druga połowa była najgorszym europejskim występem w karierze Mourinho, Real przegrał 4:1, a wszystkie bramki dla gospodarzy zdobył Robert Lewandowski. W rewanżu 24 kwietnia, po niewykorzystaniu trzech sytuacji na początku spotkania, drużyna zdobyła pierwszego kontaktowego gola dopiero w 82. minucie, a drugiego sześć minut później. Zwycięstwo 2:0 nie wystarczyło do „Remontady”, czyli odrobienie strat z pierwszego spotkania, Real odpadł po półfinale trzeci rok z rzędu. 17 maja 2013 Real rozegrał na Bernabeu derbowe spotkanie z Atlético Madryt w finale Pucharu Króla. Po golu Cristiano Ronaldo w 13. minucie, Atlético wyrównało w 35. minucie, Real jeszcze trzy razy trafił w słupek, ale gola już nie strzelił. W 75. minucie za dyskusje sędzia wyrzucił Mourinho do szatni. Atlético zdobyło dający zwycięstwo gol na 2:1 w dogrywce, a Real dokończył mecz w osłabieniu po czerwonej kartce Ronaldo. Zdaniem Mourinho był to najsłabszy sezon w jego karierze, zakończony zdobyciem jednego „małego” superpucharu.

### Powrót do Chelsea
Latem 2013 roku po sześciu latach powrócił do Chelsea F.C., podpisując z londyńskim klubem czteroletni kontrakt. Włodarze klubu ucieszyli się z jego decyzji. Na pierwszej oficjalnej konferencji prasowej nazwał siebie „The Happy One”: Jestem The Happy One. Czas upływa. Czuję się jakby to miało miejsce kilka dni temu, a jednak po raz pierwszy przyjechałem tu dziewięć lat temu. Od tego momentu wydarzyło się wiele w moim życiu zawodowym. Jeśli chodzi o moją pracę, która jest pasją, to nic się nie zmieniło, mam to samo serce i przeżywam te same emocje, jednak prywatnie jestem inną osobą. Jestem bardzo spokojny i zrelaksowany – powiedział Portugalczyk.
30 sierpnia 2013 Chelsea jako zwycięzca Ligi Europy zmierzyło się z triumfatorem Ligi Mistrzów, prowadzonym przez nowego trenera Pepa Guardiolę Bayernem Monachium, w meczu o Superpuchar UEFA. W regulaminowym czasie utrzymał się remis 1:1, w dogrywce Chelsea prowadziło, by w ostatnich sekundach stracić bramkę na 2:2. Gole dla Chelsea strzelili Fernando Torres i Eden Hazard. Przy stanie 5:4 w serii rzutów karnych strzał Romelu Lukaku obronił Manuel Neuer. Kilka dni później Lukaku został wypożyczony do Evertonu. The Blues od 25. do 31. kolejki byli liderami tabeli, po drodze odnosząc na swoim terenie wygrane z trudnymi przeciwnikami, w tym 2:1 z Manchesterem, 2:1 z Liverpoolem, 3:1 z Manchesterem United, 4:0 z Tottenhamem, 6:0 z Arsenalem i 1:0 z Evertonem. W meczach wyjazdowych z tymi drużynami padły remisy, z wyjątkiem porażki 1:0 z Evertonem i wygranej 0:1 z The Citizens. Po porażkach 1:0 z Aston Villą i 1:0 Crystal Palace w marcu i kwietniu 2014 liderem został Liverpool. 19 kwietnia 2014 Chelsea przegrało z walczącym o utrzymanie Sunderlandem 1:2 na Stamford Bridge, kończąc serię 77 meczów ligowych bez porażki u siebie pod wodzą Mourinho i na 3 kolejki przed końcem powiększyło stratę do lidera do 5 punktów Mourinho pogratulował Czarnym Kotom, a za swoje sarkastyczne komentarze pod adresem sędziego Mike’a Deana, który podyktował decydującego karnego dla Sunderlandu, zapłacił 10 000 GBP kary, była to trzecia w sezonie kara nałożona przez FA, dwie poprzednie wynosiły 8000 GBP. 27 kwietnia 2014 Chelsea pokonało na Anfield 0:2 prowadzący w tabeli Liverpool, zwycięstwo nie dające The Blues większych nadziei na mistrzostwo było kluczowe dla zdobycia tytułu przez Manchester City. Z Pucharu Anglii Chelsea zostało wyeliminowane przez Manchester City, a z Pucharu Ligi przez Sunderland. 2 kwietnia 2014 Chelsea przegrało 3:1 w ćwierćfinale Ligi Mistrzów z PSG, ale zdołało odrobić dwa gole w rewanżu 8 kwietnia i awansować dzięki bramce na wyjeździe. W półfinale z Atlético Madryt, które wcześniej wyeliminowało Barcelonę, w pierwszym spotkaniu 22 kwietnia w Hiszpanii padł remis 0:0. 30 kwietnia na Stamford Bridge Chelsea zdołało objąć prowadzenie po bramce Torresa, ale po serii błędów przegrało aż 1:3. Klub skończył sezon bez trofeum, na trzecim miejscu w lidze – po raz ostatni Mourinho zajął taką pozycję w lidze z Porto w 2002 roku. Paradoksalnie Mou nie uznał sezonu za wielkie rozczarowanie, bo jego głównym celem była budowa nowego zespołu, porównywalnego z Chelsea z poprzedniej dekady.
Skumulowana sprzedaż Davida Luiza do PSG, Romelu Lukaku do Evertonu i Demby Ba do Beşiktaşu JK przyniosła klubowi ponad 80 mln GBP, dzięki czemu klub mógł dokonać koniecznych wzmocnień bez łamania finansowych zasad finansowego fair play (FFP) UEFA. Mourinho pożegnał wszystkich napastników z poprzedniego sezonu, nie przedłużono kontraktu z Samuelem Eto’o, a Fernando Torresa do końca kontraktu w 2016 wypożyczono do A.C. Milanu. Ich miejsce w ataku zajęli Diego Costa z Atléticu Madryt, Didier Drogba sprowadzony za darmo z Galatasaray SK oraz Loic Rémy odkupiony od Queens Park Rangers. Z Atlético przyszedł także lewy obrońca Filipe Luís i wypożyczony na 3 lata Thibaut Courtois, który został pierwszym bramkarzem, a z Barcelony sprowadzono Cesca Fabregasa, za którego klub musiał zapłacić także Arsenalowi. Odeszło dwóch weteranów Niebieskich, którzy pracowali z Mourinho po przyjściu z Porto, Frank Lampard i Ashley Cole. W zimowym oknie skład wzmocnił Juan Cuadrado, klub zarobił jednak na sprzedaży Schürrle, Bertranda, Thorgana Hazarda i Torresa, kończąc transfery na plusie.
Po pierwsze trofeum od dwóch i pół roku Mourinho sięgnął 1 marca 2015 w Pucharze Ligi, pokonując Tottenham 2:0, w półfinale eliminując Liverpool 1:1, 1:0. Po pewnym awansie z grupy G Ligi Mistrzów w 1/8 finału CFC ponownie trafili na Paris Saint-Germain. Po remisie 1:1 w Paryżu 17 lutego 2015, 17 marca The Blues odpadli remisując u siebie 2:2, osiągając prowadzenie w regulaminowy czasie i dogrywce, tracąc gole w samej końcówce. CFC było jedynym klubem, który nie przegrał spotkania w całej edycji LM. Klub od pierwszej do ostatniej kolejki zdominował Premier League. Chelsea było liderem punktowym we wszystkich kolejkach sezonu, w 2. kolejce Tottenham miał tyle samo punktów i lepszy bilans bramkowy, a w 20. Manchester City był liderem ex aequo z CFC. Klub był niepokonany od 1. do 14. kolejki oraz od 21 do 37. kolejki, przegrywając trzy wyjazdowe spotkania 2:1 z Newcastle 6 grudnia 2014, 5:3 z Tottenhamem 1 stycznia 2015 oraz 3:0 z West Bromem 18 maja 2015. Zdobycie tytułu świętowano 3 maja 2015 w 35. rundzie po wygranej 1:0 na Stamford z Crystal Palace. Zespół nie przegrał spotkań z pozostałą wielką czwórką ligi, dwa razy remisując z Manchester City, wygrywając i remisując z United, Arsenalem i Liverpoolem. Graczem roku Premier League wybrano Edena Hazarda (19 goli we wszystkich rozgrywkach), a najskuteczniejszym strzelcem zespołu był Diego Costa (21 goli). W podstawowym składzie, który sięgnął po pierwsze od pięciu lat mistrzostwo grali zazwyczaj Courtois, Ivanović, Terry, Cahill, Azpilicueta, Matić, Willian, Fabregas, Oscar, Hazard i Costa.
Jeszcze przed końcem sezonu odejście ogłosił 37-letni Drogba.
17 grudnia 2015 Mourinho odszedł z klubu za porozumieniem stron. Powodem rozwiązania kontraktu były słabe wyniki w lidze.

### Manchester United
27 maja 2016 roku został ogłoszony jako nowy menadżer Manchesteru United. Pierwszym transferem nowego trenera był pozyskany z Villarreal CF, Eric Bailly. Następnie zakontraktowani zostali Zlatan Ibrahimović, Henrich Mychitarian oraz Paul Pogba. W roli nowego menadżera zadebiutował 16 lipca 2016 roku w wygranym 2:0 towarzyskim meczu z Wigan Athletic. 7 sierpnia 2016 zespół zdobył Tarczę Wspólnoty, wygrywając z mistrzami Anglii Leicester City 2:1. 26 lutego 2017 Manchester wygrał puchar ligi – EFL Cup, w finale pokonując Southampton 3:2. Klub odpadł z Pucharu Anglii w ćwierćfinale po przegranej 1:0 z Chelsea. Sezon ligowy był przeciętny w wykonaniu United z powodu niskiej bramkostrzelności i licznych remisów. Sezon 2016/2017 zakończyli na 6. miejscu z 69 punktami (rok wcześniej Louis van Gaal miał 66 punktów, ale był 5.), przegrywając tylko 5 spotkań, ale remisując aż 15 razy z dorobkiem tylko 54 goli. Ibrahimović pomimo 35 lat był najskuteczniejszym napastnikiem i zdobywcą 28 goli w sezonie, ale z powodu kontuzji 20 kwietnia 2017 w meczu ćwierćfinałowym Ligi Europy UEFA z Anderlechtem został wyeliminowany do końca kontraktu. Kontuzje dręczyły też obrońców, co skomplikowało jednoczesną walkę o awans do Ligi Mistrzów przez Ligę Europy lub 4. miejsce w lidze. W kwietniu 2017 Mourinho oświadczył, że priorytetem drużyny jest Liga Europy, ponieważ walczy o trofea. 7 maja 2017 MU przegrali na wyjeździe 0:2 z Arsenalem w 35. kolejce, kończąc serię 25 kolejek bez porażki. Była to także pierwsza ligowa przegrana Portugalczyka z Arsenalem w całej swojej karierze. Czerwone diabły miały już wtedy zapewnione 6. miejsce, jednocześnie stracili perspektywę 4. miejsca mając mniej punktów od City, Liverpoolu i Arsenalu. 14 maja doszła do tego porażka 1:2 z Totenhamem, który został wicemistrzem, a mecz był pożegnaniem stadionu White Hart Lane. 24 maja 2017 w Sztokholmie Czerwone Diabły wygrały 2:0 z Ajaksem Amsterdam w finale Ligi Europy 2016/2017, zdobywając trzecie trofeum oraz jako piąty angielski klub zakwalifikowali się do Ligi Mistrzów 2017/2018. Było to 25. trofeum Portugalczyka, co czyni go szóstym najbardziej utytułowanym trenerem w Europie. José w całej karierze wygrał wszystkie siedem konfrontacji z Ajaksem z bilansem bramkowym 22:2. MU został piątym zwycięzcą Ligi Europy UEFA oraz dołączył do grona klubów (Juventus F.C., Ajax, Bayern Monachium, Chelsea), które sięgnęły po trzy główne europejskie trofea: Puchar Europy/Liga Mistrzów, Puchar UEFA/Liga Europy i Puchar Zdobywców. Finał rozegrano w cieniu zamachu w Manchesterze 23 maja.
W sezonie 2017/2018 pierwszym transferem został Victor Lindelöf, pozyskany za 35 milionów euro z Benfiki. 10 lipca 2017 poinformowano o zakontraktowaniu napastnika Romelu Lukaku (wcześniej Everton) – za Belga zapłacono 85 milionów euro. Trzecim nabytkiem został, sprowadzony z Chelsea, Nemanja Matić. Sezon rozpoczął się 8 sierpnia meczem o Superpuchar Europy, w którym to Manchester United uległ 1:2 Realowi Madryt. 24 sierpnia z klubem ponownie związał się Zlatan Ibrahimović, parafując roczną umowę. 20 grudnia 2017 roku Manchester United odpadł w 1/4 Pucharu Ligi, przegrywając 2:1 z Bristol City. 22 stycznia 2018 roku piłkarzem „Czerwonych Diabłów” został Alexis Sánchez, pozyskany z Arsenalu – w jego miejsce w ramach transakcji „Kanonierzy” sprowadzili Henricha Mychitariana. 25 stycznia 2018 podpisał nowy kontrakt z klubem, który ma trwać do czerwca 2020 roku z opcją przedłużenia o kolejny rok. 13 marca 2018 roku Manchester United odpadł w 1/8 finału Ligi Mistrzów, przegrywając z Sevillą 1:2 (pierwszy mecz 0:0). W Premier League Manchester United zajął 2. miejsce, tracąc do zwycięskiego Manchesteru City 19 punktów. 19 maja 2018 roku Manchester United przegrał w finale Pucharu Anglii 1:0 z Chelsea.
W kolejnym sezonie zakontraktowani zostali: Diogo Dalot, Fred i Lee Grant. 25 września 2018 roku Manchester United odpadł w 3. rundzie Pucharu Ligi, przegrywając z Derby County po rzutach karnych 7:8 (spotkanie zakończyło się wynikiem 2:2). 18 grudnia 2018 roku został zwolniony z funkcji menadżera Manchesteru United.

### Tottenham Hotspur
20 listopada 2019 Tottenham Hotspur ogłosił, że trenerem pierwszego zespołu zostanie Mourinho w miejsce zwolnionego Mauricio Pochettino. 23 listopada 2019 zadebiutował na ławce trenerskiej Tottenhamu Hotspur w wygranym meczu przeciwko West Ham United. Tym samym zespół odniósł pierwsze wyjazdowe zwycięstwo w lidze od stycznia 2019.
26 listopada 2019 poprowadził zespół do zwycięstwa z Olympiakosem Pierus (4:2) w meczu 5. kolejki fazy grupowej Ligi Mistrzów, zapewniając mu tym samym awans do fazy pucharowej rozgrywek. Tottenham stał się już szóstym zespołem, z którym Mourinho awansował do tego etapu.
19 kwietnia 2021 Jose Mourinho przestał pełnić funkcję trenera Tottehamu.

### AS Roma
4 maja 2021 AS Roma ogłosiła, że od początku sezonu 2021/22 Jose rozpocznie pracę z klubem zastępując Paulo Fonsecę, z którym nie podpisano nowej umowy.
W sezonie 2021/2022 AS Roma zajęła 6. miejsce w Serie A oraz wygrała Ligę Konferencji Europy UEFA, w finale rozgrywek pokonując Feyenoord 1:0.
W sezonie 2022/2023 AS Roma ponownie zajęła 6. miejsce w Serie A. W Lidze Europy drużyna Mourinho doszła do finału, w fazie pucharowej eliminując kolejno RB Salzburg, Real Sociedad, Feyenoord i Bayer Leverkusen. W finale AS Roma mierzyła się z Sevillą, w meczu padł remis (1:1), zaś w serii rzutów karnych lepsza okazała się Sevilla (4:1).
16 stycznia 2024 przestał pełnić funkcję trenera AS Romy.

### Fenerbahce
1 lipca 2024 został szkoleniowcem tureckiego klubu Fenerbahçe SK. W sezonie 2024/2025 klub gra w Lidze Europy.

## Statystyki
Aktualne na 26 maja 2025.
| Zespół            | Od                | Do               | Statystyka | Statystyka | Statystyka | Statystyka | Statystyka |
| Zespół            | Od                | Do               | M          | W          | R          | P          | % W        |
| ----------------- | ----------------- | ---------------- | ---------- | ---------- | ---------- | ---------- | ---------- |
| SL Benfica        | 20 września 2000  | 5 grudnia 2000   | 11         | 6          | 3          | 2          | 54,55      |
| União Leiria      | lipiec 2001       | 23 stycznia 2002 | 20         | 9          | 7          | 4          | 45,00      |
| FC Porto          | 23 stycznia 2002  | 2 czerwca 2004   | 127        | 91         | 21         | 15         | 71,65      |
| Chelsea           | 2 czerwca 2004    | 20 września 2007 | 185        | 124        | 40         | 21         | 67,03      |
| Inter Mediolan    | 2 czerwca 2008    | 28 maja 2010     | 108        | 67         | 26         | 15         | 62,04      |
| Real Madryt       | 31 maja 2010      | 1 czerwca 2013   | 178        | 128        | 28         | 22         | 71,91      |
| Chelsea           | 3 czerwca 2013    | 17 grudnia 2015  | 136        | 80         | 29         | 27         | 58,82      |
| Manchester United | 27 maja 2016      | 18 grudnia 2018  | 144        | 84         | 32         | 28         | 58,33      |
| Tottenham Hotspur | 20 listopada 2019 | 19 kwietnia 2021 | 86         | 44         | 19         | 23         | 51,16      |
| AS Roma           | 1 lipca 2021      | 16 stycznia 2024 | 138        | 68         | 31         | 39         | 49,28      |
| Fenerbahçe        | 2 czerwca 2024    | Obecnie          | 55         | 34         | 12         | 9          | 61,82      |
| Łącznie           | Łącznie           | Łącznie          | 1188       | 735        | 248        | 205        | 61,87      |

Nie są brane pod uwagę mecze towarzyskie.

## Osiągnięcia szkoleniowe

### Porto
- Mistrzostwo Portugalii: 2002/03, 2003/04
- Puchar Portugalii: 2002/03
- Superpuchar Portugalii: 2003
- Liga Mistrzów: 2003/04
- Puchar UEFA: 2002/03

### Chelsea
- Mistrzostwo Anglii: 2004/05, 2005/06, 2014/15
- Puchar Anglii: 2006/07
- Puchar Ligi Angielskiej: 2004/05, 2006/07, 2014/15
- Tarcza Wspólnoty: 2005

### Inter Mediolan
- Mistrzostwo Włoch: 2008/09, 2009/10
- Puchar Włoch: 2009/10
- Superpuchar Włoch: 2008
- Liga Mistrzów: 2009/10

### Real Madryt
- Mistrzostwo Hiszpanii: 2011/12
- Puchar Króla: 2010/11
- Superpuchar Hiszpanii: 2012

### Manchester United
- Puchar Ligi Angielskiej: 2016/17
- Tarcza Wspólnoty: 2016
- Liga Europy: 2016/17

### AS Roma
- Liga Konferencji Europy UEFA: 2021/22

### Indywidualnie
- Trener Roku Ligi Portugalskiej: 2003, 2004
- Trener Roku według UEFA: 2003, 2004
- Trener Drużyny Roku według UEFA: 2003, 2004, 2005, 2010
- Najlepszy Trener Świata według IFFHS: 2004, 2005, 2010, 2012
- Najlepszy Trener Świata według World Soccer: 2004, 2005, 2010
- Trener Roku Ligi Angielskiej: 2005, 2006
- Najlepszy Trener według Onze d’Or: 2005
- Osobowość Roku według BBC Sports: 2005
- Trener Roku Ligi Włoskiej: 2009, 2010
- Najlepszy Portugalski Trener pracujący za granicą według CNID: 2009, 2010
- Człowiek Roku według La Gazzetta dello Sport: 2010
- Najlepszy Trener Świata według Międzynarodowej Agencji Prasowej: 2010
- Złota Piłka dla Najlepszego Trenera Świata według FIFA: 2010
- Nagroda imienia Fernando Soromenho: 2012

## Odznaczenia i wyróżnienia specjalne
- Wielki Oficer Orderu Infanta Henryka: 2005
- Doktor honoris causa – wyróżnienie przyznane przez Uniwersytet Lizboński za ogromny wkład i osiągnięcia w dziedzinie futbolu: 2009